# جيري والش
جيري والش (بالإنجليزية: Jerry Walsh)‏ هو لاعب اتحاد الرغبي أيرلندي، ولد في 3 نوفمبر 1938.